# Olympische Sommerspiele 2020/Teilnehmer (Niederlande)
| Gelbes Symbol für Goldmedaillen mit stilisierten Olympischen Ringen | Graues Symbol für Silbermedaillen mit stilisierten Olympischen Ringen | Braundes Symbol für Bronzemedaillen mit stilisierten Olympischen Ringen |
| ------------------------------------------------------------------- | --------------------------------------------------------------------- | ----------------------------------------------------------------------- |
| 10                                                                  | 12                                                                    | 14                                                                      |

Die Niederlande nahmen an den Olympischen Spielen 2020 in Tokio mit 267 Sportlern in 28 Sportarten teil. Es war die insgesamt 27. Teilnahme an Olympischen Sommerspielen; nur 1904 in St. Louis war das Land ebenso wenig vertreten wie 1956 in Melbourne aufgrund eines Boykotts.

## Wettbewerbsverlauf
Fahnenträger für das TeamNL waren der 36-jährige Sprinter Churandy Martina und die 16-jährige Skateboarderin Keet Oldenbeuving.
278 Athleten flogen mitsamt den Betreuerstäben zur Teilnahme an 27 Sportarten nach Tokio. Die Skateboarderin Candy Jacobs, die Taekwondoka Reshmie Oogink, der Ruderer Finn Florijn sowie der Tennisspieler Jean-Julien Rojer befanden sich alle in derselben Maschine und infizierten sich während des Fluges ebenso wie einige Offizielle mit COVID-19. Dies führte dazu, dass sie entweder gar nicht antreten konnten oder vorzeitig vom Wettbewerb zurückziehen mussten und für eine 10-tägige Quarantänephase in ein „Corona-Hotel“ verbracht wurden. Der nationale Sportverband der Niederlande bemängelte die Zustände in den Unterkünften und verglich diese mit Gefängnissen.
Im ersten Gruppenspiel des Feldhockeyteams gegen den Nachbarn Belgien befanden sich durch einen Fehler des niederländischen Trainergespanns in der Schlussphase zwölf statt der erlaubten elf Spieler auf dem Platz. Im Rahmen einer Zeitstrafe für Kapitän Billy Bakker mussten die Niederländer für fünf Minuten in Unterzahl spielen und verloren letztendlich mit 1:3.
Im Straßenradrennen der Frauen ging Annemiek van Vleuten als eine der Favoritinnen an den Start. Van Vleuten ging bis zur Zieleinfahrt fälschlicherweise davon aus, Erste zu sein, wobei die Österreicherin Anna Kiesenhofer diese Position innehatte. Auch ihr Team konnte die Fahrerin nicht informieren, da keine Funkverbindung zugelassen war.
Cross-Country-Mountainbiker Mathieu van der Poel stürzte während des Sprungs von einer Sakura Drop genannten Steinformation. Der Radsportler war nicht darüber informiert worden, dass eine Holzrampe, die noch beim Warmup unterhalb der Steine platziert gewesen war, für das Rennen entfernt wurde, und hatte sich so bei seinem Sprung verschätzt. Seine dabei erlittenen Verletzungen zwangen ihn zum Rückzug.
Niek Kimmann, BMX-Rennfahrer, prallte im Training bei voller Geschwindigkeit mit einem auf der Bahn befindlichen Offiziellen zusammen und erlitt eine Knieverletzung. Er konnte trotzdem am Hauptwettbewerb teilnehmen und holte Gold.
Im Verlauf der Veranstaltung sammelten die niederländischen Sportler zehn Gold-, zwölf Silber- sowie 14 Bronzemedaillen. Im Gesamttableau belegte man Rang 7, noch vor Nationen wie Deutschland, Belgien, Frankreich oder Italien, jedoch hinter dem Spitzenreiter USA sowie China und Gastgeber Japan. Genau ein Drittel der Gesamtmedaillen, nämlich zwölf, gewannen für das Team NL die Radsportler, was keiner anderen Mannschaft der Delegation gelang. Die erfolgreichsten Athleten waren der Radfahrer Harrie Lavreysen sowie die Leichtathletin Sifan Hassan, welche jeweils drei Wettbewerbe gewannen.

## Medaillen

### Medaillenspiegel
| Rang   | Sportart       | Gold | Silber | Bronze | Gesamt |
| ------ | -------------- | ---- | ------ | ------ | ------ |
| 1      | Radsport       | 5    | 3      | 4      | 120    |
| 2      | Leichtathletik | 2    | 3      | 3      | 8      |
| 3      | Rudern         | 1    | 2      | 2      | 5      |
| 4      | Segeln         | 1    | –      | 2      | 3      |
| 5      | Hockey         | 1    | –      | –      | 1      |
| 6      | Schwimmen      | –    | 3      | –      | 3      |
| 7      | Bogenschießen  | –    | 1      | –      | 1      |
| 8      | Boxen          | –    | –      | 1      | 1      |
| 9      | Judo           | –    | –      | 1      | 1      |
| 100    | Reiten         | –    | –      | 1      | 1      |
| Gesamt | Gesamt         | 10   | 12     | 14     | 36     |

### Medaillengewinner

#### Gold
| Name                                                               | Sportart       | Wettkampf        |
| ------------------------------------------------------------------ | -------------- | ---------------- |
| Frauen-Hockeyteam                                                  | Hockey         | Hockey           |
| Sifan Hassan                                                       | Leichtathletik | 5000 m           |
| Sifan Hassan                                                       | Leichtathletik | 10.000 m         |
| Niek Kimmann                                                       | Radsport       | BMX-Rennen       |
| Annemiek van Vleuten                                               | Radsport       | Einzelzeitfahren |
| Roy van den Berg Jeffrey Hoogland Harrie Lavreysen Matthijs Büchli | Radsport       | Teamsprint Bahn  |
| Shanne Braspennincx                                                | Radsport       | Keirin           |
| Harrie Lavreysen                                                   | Radsport       | Sprint Bahn      |
| Koen Metsemakers Abe Wiersma Tone Wieten Dirk Uittenbogaard        | Rudern         | Doppelvierer     |
| Kiran Badloe                                                       | Segeln         | Windsurfen RS:X  |

#### Silber
| Name                                                                           | Sportart       | Wettkampf               |
| ------------------------------------------------------------------------------ | -------------- | ----------------------- |
| Steve Wijler Gabriella Schloesser                                              | Bogenschießen  | Mixed-Mannschaft        |
| Anouk Vetter                                                                   | Leichtathletik | Siebenkampf             |
| Terrence Agard Ramsey Angela Tony van Diepen Jochem Dobber Liemarvin Bonevacia | Leichtathletik | 4 × 400 m               |
| Abdi Nageeye                                                                   | Leichtathletik | Marathon                |
| Tom Dumoulin                                                                   | Radsport       | Einzelzeitfahren Straße |
| Annemiek van Vleuten                                                           | Radsport       | Straßenrennen           |
| Jeffrey Hoogland                                                               | Radsport       | Sprint Bahn             |
| Stef Broenink Melvin Twellaar                                                  | Rudern         | Doppelzweier Männer     |
| Ymkje Clevering Karolien Florijn Elisabeth Hogerwerf Veronique Meester         | Rudern         | Vierer ohne Steuerfrau  |
| Arno Kamminga                                                                  | Schwimmen      | 100 m Brust             |
| Arno Kamminga                                                                  | Schwimmen      | 200 m Brust             |
| Sharon van Rouwendaal                                                          | Schwimmen      | 10 km Freiwasser        |

#### Bronze
| Name                             | Sportart       | Wettkampf                   |
| -------------------------------- | -------------- | --------------------------- |
| Nouchka Fontijn                  | Boxen          | Mittelgewicht               |
| Sanne van Dijke                  | Judo           | Mittelgewicht               |
| Femke Bol                        | Leichtathletik | 400 m Hürden                |
| Emma Oosterwegel                 | Leichtathletik | Siebenkampf                 |
| Sifan Hassan                     | Leichtathletik | 1500 m                      |
| Anna van der Breggen             | Radsport       | Einzelzeitfahren            |
| Merel Smulders                   | Radsport       | BMX-Rennen                  |
| Kirsten Wild                     | Radsport       | Omnium                      |
| Harrie Lavreysen                 | Radsport       | Keirin                      |
| Maikel van der Vleuten           | Reiten         | Springreiten Einzel         |
| Roos de Jong Lisa Scheenaard     | Rudern         | Doppelzweier                |
| Marieke Keijser Ilse Paulis      | Rudern         | Leichtgewichts-Doppelzweier |
| Marit Bouwmeester                | Segeln         | Laser Radial                |
| Annemiek Bekkering Annette Duetz | Segeln         | 49er FX                     |

## Teilnehmer nach Sportarten

### Badminton
| Athleten                   | Wettbewerb | Gruppenphase               | Gruppenphase | Gruppenphase | Gruppenphase | Achtelfinale | Achtelfinale | Viertelfinale          | Viertelfinale | Halbfinale    | Halbfinale    | Finale        | Finale        | Rang |
| Athleten                   | Wettbewerb | Gegner                     | Ergebnis     | Punkte       | Rang         | Gegner       | Ergebnis     | Gegner                 | Ergebnis      | Gegner        | Ergebnis      | Gegner        | Ergebnis      | Rang |
| -------------------------- | ---------- | -------------------------- | ------------ | ------------ | ------------ | ------------ | ------------ | ---------------------- | ------------- | ------------- | ------------- | ------------- | ------------- | ---- |
| Frauen                     |            |                            |              |              |              |              |              |                        |               |               |               |               |               |      |
| Selena Piek Cheryl Seinen  | Doppel     | R. Honderich / K. Tsai     | 2:1          | 2            | 2            | —            | —            | Lee S.-h. / Shin S.-c. | 0:2           | ausgeschieden | ausgeschieden | ausgeschieden | ausgeschieden | 5    |
| Selena Piek Cheryl Seinen  | Doppel     | D. Hany / H. Hosny         | 2:0          | 2            | 2            | —            | —            | Lee S.-h. / Shin S.-c. | 0:2           | ausgeschieden | ausgeschieden | ausgeschieden | ausgeschieden | 5    |
| Selena Piek Cheryl Seinen  | Doppel     | M. Matsumoto / W. Nagahara | 1:2          | 2            | 2            | —            | —            | Lee S.-h. / Shin S.-c. | 0:2           | ausgeschieden | ausgeschieden | ausgeschieden | ausgeschieden | 5    |
| Männer                     |            |                            |              |              |              |              |              |                        |               |               |               |               |               |      |
| Mark Caljouw               | Einzel     | M. Zilberman               | 2:1          | 2            | 1            | K. Cordón    | 1:2          | ausgeschieden          | ausgeschieden | ausgeschieden | ausgeschieden | ausgeschieden | ausgeschieden | 9    |
| Mark Caljouw               | Einzel     | S. P. Bhamidipati          | 2:1          | 2            | 1            | K. Cordón    | 1:2          | ausgeschieden          | ausgeschieden | ausgeschieden | ausgeschieden | ausgeschieden | ausgeschieden | 9    |
| Mixed                      |            |                            |              |              |              |              |              |                        |               |               |               |               |               |      |
| Robin Tabeling Selena Piek | Doppel     | Seo S.-j. / Chae Y.-j.     | 1:2          | 1            | 3            | —            | —            | ausgeschieden          | ausgeschieden | ausgeschieden | ausgeschieden | ausgeschieden | ausgeschieden | 9    |
| Robin Tabeling Selena Piek | Doppel     | Zheng S. / Huang Y.        | 0:2          | 1            | 3            | —            | —            | ausgeschieden          | ausgeschieden | ausgeschieden | ausgeschieden | ausgeschieden | ausgeschieden | 9    |
| Robin Tabeling Selena Piek | Doppel     | A. H. Elgamal / D. Hany    | 2:0          | 1            | 3            | —            | —            | ausgeschieden          | ausgeschieden | ausgeschieden | ausgeschieden | ausgeschieden | ausgeschieden | 9    |

### Basketball

#### 3×3 Basketball
| Wettbewerb    | Herren                                                                                                 |
| ------------- | --- |
| Athleten      | Ross Bekkering Dimeo van der Horst Arvin Slagter Jessey Voorn                                          |
| Coach         | Maurizio Buscaglia                                                                                     |
| Gruppenphase  | Serbien (15–16) ROC (18–15) Japan (21–20) China (21–18) Belgien (17–18) Polen (22–20) Lettland (18–22) |
| Viertelfinale | ROC (19–21)                                                                                            |
| Halbfinale    | ausgeschieden                                                                                          |
| Finale        | ausgeschieden                                                                                          |
| Platzierung   | 5. Platz                                                                                               |

### Beachvolleyball
| Athleten                          | Gruppenphase           | Gruppenphase              | Gruppenphase | Gruppenphase | Achtelfinale  | Achtelfinale       | Viertelfinale | Viertelfinale | Halbfinale    | Halbfinale    | Finale        | Finale        | Rang |
| Athleten                          | Gegner                 | Ergebnis                  | Punkte       | Rang         | Gegner        | Ergebnis           | Gegner        | Ergebnis      | Gegner        | Ergebnis      | Gegner        | Ergebnis      | Rang |
| --------------------------------- | ---------------------- | ------------------------- | ------------ | ------------ | ------------- | ------------------ | ------------- | ------------- | ------------- | ------------- | ------------- | ------------- | ---- |
| Frauen                            |                        |                           |              |              |               |                    |               |               |               |               |               |               |      |
| Sanne Keizer Madelein Meppelink   | Baquerizo / Liliana    | 1:2 (21:19, 18:21, 14:16) | 3            | 4            | ausgeschieden | ausgeschieden      | ausgeschieden | ausgeschieden | ausgeschieden | ausgeschieden | ausgeschieden | ausgeschieden | 19   |
| Sanne Keizer Madelein Meppelink   | Xue / Wang             | 1:2 (21:19, 29:31, 13:15) | 3            | 4            | ausgeschieden | ausgeschieden      | ausgeschieden | ausgeschieden | ausgeschieden | ausgeschieden | ausgeschieden | ausgeschieden | 19   |
| Sanne Keizer Madelein Meppelink   | Klineman / Ross        | 1:2 (22:20, 17:21, 5:15)  | 3            | 4            | ausgeschieden | ausgeschieden      | ausgeschieden | ausgeschieden | ausgeschieden | ausgeschieden | ausgeschieden | ausgeschieden | 19   |
| Katja Stam Raïsa Schoon           | Pavan / Humana-Paredes | 0:2 (16:21, 14:21)        | 4            | 3            | ausgeschieden | ausgeschieden      | ausgeschieden | ausgeschieden | ausgeschieden | ausgeschieden | ausgeschieden | ausgeschieden | 17   |
| Katja Stam Raïsa Schoon           | Heidrich / Vergé-Dépré | 0:2 (20:22, 18:21)        | 4            | 3            | ausgeschieden | ausgeschieden      | ausgeschieden | ausgeschieden | ausgeschieden | ausgeschieden | ausgeschieden | ausgeschieden | 17   |
| Katja Stam Raïsa Schoon           | Borger / Sude          | 2:0 (24:22, 21:16)        | 4            | 3            | ausgeschieden | ausgeschieden      | ausgeschieden | ausgeschieden | ausgeschieden | ausgeschieden | ausgeschieden | ausgeschieden | 17   |
| Katja Stam Raïsa Schoon           | Lidy / Leila *         | 0:2 (17:21, 17:21)        | Playoff      | Playoff      | ausgeschieden | ausgeschieden      | ausgeschieden | ausgeschieden | ausgeschieden | ausgeschieden | ausgeschieden | ausgeschieden | 17   |
| Männer                            |                        |                           |              |              |               |                    |               |               |               |               |               |               |      |
| Alexander Brouwer Robert Meeuwsen | Lucena / Dalhausser    | 2:0 (21:17, 21:18)        | 5            | 2            | Mol / Sørum   | 0:2 (17:21, 19:21) | ausgeschieden | ausgeschieden | ausgeschieden | ausgeschieden | ausgeschieden | ausgeschieden | 9    |
| Alexander Brouwer Robert Meeuwsen | Azaad / Capogrosso     | 2:0 (21:14, 21:14)        | 5            | 2            | Mol / Sørum   | 0:2 (17:21, 19:21) | ausgeschieden | ausgeschieden | ausgeschieden | ausgeschieden | ausgeschieden | ausgeschieden | 9    |
| Alexander Brouwer Robert Meeuwsen | Alison / Álvaro Filho  | 0:2 (14:21, 22:24)        | 5            | 2            | Mol / Sørum   | 0:2 (17:21, 19:21) | ausgeschieden | ausgeschieden | ausgeschieden | ausgeschieden | ausgeschieden | ausgeschieden | 9    |

* Lucky-LoserPlayoff

### Bogenschießen
| Athleten                                     | Wettbewerb | Qualifikation | Qualifikation | 1. Runde        | 1. Runde | 2. Runde        | 2. Runde | Achtelfinale  | Achtelfinale  | Viertelfinale  | Viertelfinale | Halbfinale        | Halbfinale    | Finale        | Finale        | Rang   |
| Athleten                                     | Wettbewerb | Ringe         | Rang          | Gegner          | Ergebnis | Gegner          | Ergebnis | Gegner        | Ergebnis      | Gegner         | Ergebnis      | Gegner            | Ergebnis      | Gegner        | Ergebnis      | Rang   |
| -------------------------------------------- | ---------- | ------------- | ------------- | --------------- | -------- | --------------- | -------- | ------------- | ------------- | -------------- | ------------- | ----------------- | ------------- | ------------- | ------------- | ------ |
| Frauen                                       |            |               |               |                 |          |                 |          |               |               |                |               |                   |               |               |               |        |
| Gabriella Schloesser                         | Einzel     | 652           | 20            | S. Gombojewa    | 6:5      | L. Barbelin     | 0:6      | ausgeschieden | ausgeschieden | ausgeschieden  | ausgeschieden | ausgeschieden     | ausgeschieden | ausgeschieden | ausgeschieden | 17     |
| Männer                                       |            |               |               |                 |          |                 |          |               |               |                |               |                   |               |               |               |        |
| Sjef van den Berg                            | Einzel     | 670           | 8             | J.-C. Valladont | 7:3      | M. V. D’Almeida | 1:7      | ausgeschieden | ausgeschieden | ausgeschieden  | ausgeschieden | ausgeschieden     | ausgeschieden | ausgeschieden | ausgeschieden | 17     |
| Gijs Broeksma                                | Einzel     | 667           | 14            | T. Chirault     | 6:4      | T. Furukawa     | 5:6      | ausgeschieden | ausgeschieden | ausgeschieden  | ausgeschieden | ausgeschieden     | ausgeschieden | ausgeschieden | ausgeschieden | 17     |
| Steve Wijler                                 | Einzel     | 675           | 6             | S. Napłoszek    | 6:4      | I. Abdullin     | 4:6      | ausgeschieden | ausgeschieden | ausgeschieden  | ausgeschieden | ausgeschieden     | ausgeschieden | ausgeschieden | ausgeschieden | 17     |
| Sjef van den Berg Gijs Broeksma Steve Wijler | Mannschaft | 2012          | 2             | —               | —        | —               | —        | —             | —             | Großbritannien | 5:3           | Chinesisch Taipeh | 0:6           | Japan         | 4:5           | 4      |
| Mixed                                        |            |               |               |                 |          |                 |          |               |               |                |               |                   |               |               |               |        |
| Steve Wijler Gabriella Schloesser            | Mannschaft | 1327          | 6             | —               | —        | —               | —        | —             | —             | Frankreich     | 5:4           | Türkei            | 5:3           | Südkorea      | 3:5           | Silber |

### Boxen
| Athleten        | Wettbewerb              | 1. Runde | 1. Runde | Achtelfinale  | Achtelfinale  | Viertelfinale | Viertelfinale | Halbfinale    | Halbfinale    | Finale        | Finale        | Rang   |
| Athleten        | Wettbewerb              | Gegner   | Ergebnis | Gegner        | Ergebnis      | Gegner        | Ergebnis      | Gegner        | Ergebnis      | Gegner        | Ergebnis      | Rang   |
| --------------- | ----------------------- | -------- | -------- | ------------- | ------------- | ------------- | ------------- | ------------- | ------------- | ------------- | ------------- | ------ |
| Frauen          |                         |          |          |               |               |               |               |               |               |               |               |        |
| Nouchka Fontijn | Mittelgewicht bis 75 kg | —        | —        | E. Wójcik     | 4:1           | T. Thibeault  | 5:0           | L. Price      | 2:3           | ausgeschieden | ausgeschieden | Bronze |
| Männer          |                         |          |          |               |               |               |               |               |               |               |               |        |
| Enrico Lacruz   | Leichtgewicht bis 63 kg | K. Davis | 0:5      | ausgeschieden | ausgeschieden | ausgeschieden | ausgeschieden | ausgeschieden | ausgeschieden | ausgeschieden | ausgeschieden | 17     |

### Fechten
| Athleten      | Wettbewerb   | 1. Runde    | 1. Runde | 2. Runde   | 2. Runde | Achtelfinale  | Achtelfinale  | Viertelfinale | Viertelfinale | Halbfinale / Klassifikation | Halbfinale / Klassifikation | Finale / Platzierung | Finale / Platzierung | Rang          |
| Athleten      | Wettbewerb   | Gegner      | Ergebnis | Gegner     | Ergebnis | Gegner        | Ergebnis      | Gegner        | Ergebnis      | Gegner                      | Ergebnis                    | Gegner               | Ergebnis             | Rang          |
| ------------- | ------------ | ----------- | -------- | ---------- | -------- | ------------- | ------------- | ------------- | ------------- | --------------------------- | --------------------------- | -------------------- | -------------------- | ------------- |
| Männer        |              |             |          |            |          |               |               |               |               |                             |                             |                      |                      |               |
| Bas Verwijlen | Degen Einzel | Kweon Y.-j. | 15:10    | R. Cannone | 11:15    | ausgeschieden | ausgeschieden | ausgeschieden | ausgeschieden | ausgeschieden               | ausgeschieden               | ausgeschieden        | ausgeschieden        | ausgeschieden |

### Fußball
Die niederländische Fußballnationalmannschaft der Frauen qualifizierte sich erstmals für eine Teilnahme an den Olympischen Sommerspielen. Den Kader für die Spiele in Japan gab Trainerin Sarina Wiegman am 16. Juni 2021 bekannt. Vor dem ersten Spiel verletzte sich Sherida Spitse im Training und wurde daraufhin durch die Nachrückerin Joëlle Smits ersetzt.
| Wettbewerb      | Frauen (Spiele/Tore) (OranjeLeeuwinnen) |
| --------------- | --- |
| Athleten        | Lineth Beerensteyn (4/3) Merel van Dongen (2/0) Daniëlle van de Donk (4/0) Kika van Es (2/0) Sisca Folkertsma Stefanie van der Gragt (3/0) Jackie Groenen (4/0) Dominique Janssen (4/1) Lize Kop Lieke Martens (4/4) Vivianne Miedema (4/10) Aniek Nouwen (4/0) Victoria Pelova (4/2) Jill Roord (4/1) Shanice van de Sanden (4/2) Joëlle Smits Sari van Veenendaal (4/0) Lynn Wilms (4/0) |
| Trainer         | Sarina Wiegman |
| P-Akkreditierte | Anouk Dekker (1/0) Loes Geurts Renate Jansen (2/0) Inessa Kaagman |
| Gruppenphase    | Sambia (10:3) Brasilien (3:3) China (8:2) |
| Viertelfinale   | Vereinigte Staaten (2:2; 2:4 i. E.) |
| Halbfinale      | ausgeschieden |
| Finale          | ausgeschieden |
| Platzierung     | ausgeschieden |

### Gewichtheben
| Athleten     | Wettbewerb                | Reißen  | Reißen | Stoßen  | Stoßen | Zweikampf | Zweikampf | Rang |
| Athleten     | Wettbewerb                | Gewicht | Rang   | Gewicht | Rang   | Gewicht   | Rang      | Rang |
| ------------ | ------------------------- | ------- | ------ | ------- | ------ | --------- | --------- | ---- |
| Männer       |                           |         |        |         |        |           |           |      |
| Enzo Kuworge | Bantamgewicht über 109 kg | 175 kg  | 11     | 234 kg  | 5      | 409 kg    | 6         | 6    |

### Golf
| Athleten     | Runde 1 | Runde 2 | Runde 3 | Runde 4 | Gesamt | Par | Rang |
| ------------ | ------- | ------- | ------- | ------- | ------ | --- | ---- |
| Frauen       |         |         |         |         |        |     |      |
| Anne van Dam | 74      | 78      | 69      | 77      | 298    | +14 | 57   |

### Handball
Die niederländische Handballnationalmannschaft der Frauen qualifizierte sich als Sieger der Handball-Weltmeisterschaften der Frauen 2019 für die Spiele in Tokio.
| Wettbewerb      | Frauen (Spiele/Tore) |
| --------------- | --- |
| Athleten        | Lois Abbingh (5/24) Debbie Bont (6/11) Rinka Duijndam (6/0) Kelly Dulfer (6/15) Merel Freriks (6/17) Nycke Groot (6/10) Laura van der Heijden (6/14) Dione Housheer (6/17) Angela Malestein (6/19) Martine Smeets (6/9) Inger Smits (6/20) Danick Snelder (6/16) Tess Wester (6/0) Bo van Wetering (6/19) Larissa Nüsser (1/0) |
| Trainer         | Emmanuel Mayonnade |
| P-Akkreditierte | Yara ten Holte Kelly Vollebregt |
| Gruppenphase    | Japan (32:21) Südkorea (43:36) Angola (37:28) Norwegen (27:29) Montenegro (30:29) |
| Viertelfinale   | Frankreich (22:32) |
| Halbfinale      | ausgeschieden |
| Finale          | ausgeschieden |
| Platzierung     | 5. Platz |

### Hockey
| Wettbewerb    | Frauen (Spiele/Tore) | Männer (Spiele/Tore) |
| ------------- | --- | --- |
| Athleten      | Felice Albers (8/6) Margot van Geffen (8/2) Eva de Goede (8/0) Marloes Keetels (8/2) Josine Koning (8/0) Sanne Koolen (8/0) Laurien Leurink (8/1) Caia van Maasakker (8/3) Frédérique Matla (8/9) Laura Nunnink (8/0) Malou Pheninckx (8/1) Pien Sanders (8/0) Lauren Stam (8/1) Maria Verschoor (8/2) Xan de Waard (8/0) Lidewij Welten (8/2) | Seve van Ass (5/0) Billy Bakker (6/1) Lars Balk (6/0) Pirmin Blaak (6/0) Justen Blok (2/0) Roel Bovendeert (1/0) Thierry Brinkman (6/3) Jorrit Croon (6/0) Thijs van Dam (6/1) Jonas de Geus (6/0) Jeroen Hertzberger (6/3) Jip Janssen (6/1) Robbert Kemperman (6/0) Joep de Mol (5/1) Mirco Pruyser (6/3) Glenn Schuurman (6/0) Maurits Visser Mink van der Weerden (6/2) Sander de Wijn (5/0) |
| Trainer       | Alyson Annan | Max Caldas |
| Gruppenphase  | Indien (5:1) Irland (4:0) Südafrika (5:0) Großbritannien (1:0) Deutschland (3:1) | Belgien (1:3) Südafrika (5:3) Kanada (4:2) Großbritannien (2:2) Deutschland (1:3) |
| Viertelfinale | Neuseeland (3:0) | Australien (2:2; 2:5 n. P.) |
| Halbfinale    | Großbritannien (5:1) | ausgeschieden |
| Finale        | Argentinien (3:1) | ausgeschieden |
| Platzierung   | Gold | 6. Platz |

### Judo
| Athleten | Wettbewerb  | 1. Runde          | 1. Runde | 2. Runde     | 2. Runde | Achtelfinale     | Achtelfinale  | Viertelfinale | Viertelfinale | Halbfinale / Trostrunde | Halbfinale / Trostrunde | Finale / Platz 3 | Finale / Platz 3 | Rang   |
| Athleten | Wettbewerb  | Gegner            | Ergebnis | Gegner       | Ergebnis | Gegner           | Ergebnis      | Gegner        | Ergebnis      | Gegner                  | Ergebnis                | Gegner           | Ergebnis         | Rang   |
| --- | ----------- | ----------------- | -------- | ------------ | -------- | ---------------- | ------------- | ------------- | ------------- | ----------------------- | ----------------------- | ---------------- | ---------------- | ------ |
| Frauen |             |                   |          |              |          |                  |               |               |               |                         |                         |                  |                  |        |
| Sanne Verhagen | bis 57 kg   | S. Filzmoser      | 10:0s2   | —            | —        | N. Gjakova       | 0:1           | ausgeschieden | ausgeschieden | ausgeschieden           | ausgeschieden           | ausgeschieden    | ausgeschieden    | 9      |
| Juul Franssen | bis 63 kg   | A. Obradović      | 10:0     | —            | —        | K. Haecker       | 10s2:0        | C. Agbegnenou | 0s1:1         | K. Quadros              | 10s2:0s1                | M. Centracchio   | 0s3:10           | 5      |
| Sanne van Dijke | bis 70 kg   | Freilos           | Freilos  | —            | —        | G. Matniyazova   | 10:0s1        | A. Bellandi   | 11s2:1s1      | M. Polleres             | 0:1s1                   | G. Scoccimarro   | 10s2:0s2         | Bronze |
| Guusje Steenhuis | bis 78 kg   | Freilos           | Freilos  | —            | —        | A. Turtschyn     | 1:0s1         | Yoon H.-j.    | 0s3:10s1      | K. Antomarchi           | 0s1:10s2                | ausgeschieden    | ausgeschieden    | 7      |
| Tessie Savelkouls | über 78 kg  | Kim H.-y.         | 0s1:1s1  | —            | —        | ausgeschieden    | ausgeschieden | ausgeschieden | ausgeschieden | ausgeschieden           | ausgeschieden           | ausgeschieden    | ausgeschieden    | 17     |
| Männer |             |                   |          |              |          |                  |               |               |               |                         |                         |                  |                  |        |
| Tornike Tsjakadoea | bis 60 kg   | Daschdawaagiin A. | 1s2:0s2  | —            | —        | R. Mschwidobadse | 1s2:0s1       | Yang Y.-w.    | 0s1:10        | A. Lessjuk              | 10:0                    | J. Smetow        | 0s1:1s2          | 5      |
| Frank de Wit | bis 81 kg   | Freilos           | Freilos  | P. Percival  | 10:0s1   | D. Ressel        | 0s1:1s1       | ausgeschieden | ausgeschieden | ausgeschieden           | ausgeschieden           | ausgeschieden    | ausgeschieden    | 9      |
| Noël van ’t End | bis 90 kg   | Freilos           | Freilos  | P. Persoglia | 10:0     | A. Clerget       | 1s1:0         | M. Žgank      | 0s3:10        | K. Tóth                 | 0s1:1s2                 | ausgeschieden    | ausgeschieden    | 7      |
| Michael Korrel | bis 100 kg  | Freilos           | Freilos  | —            | —        | K.-R. Frey       | 0s1:1         | ausgeschieden | ausgeschieden | ausgeschieden           | ausgeschieden           | ausgeschieden    | ausgeschieden    | 9      |
| Henk Grol | über 100 kg | Freilos           | Freilos  | —            | —        | B. Oltiboyev     | 0:10          | ausgeschieden | ausgeschieden | ausgeschieden           | ausgeschieden           | ausgeschieden    | ausgeschieden    | 9      |
| Mixed |             |                   |          |              |          |                  |               |               |               |                         |                         |                  |                  |        |
| Sanne van Dijke Noël van ’t End Juul Franssen Henk Grol Michael Korrel Tessie Savelkouls Guusje Steenhuis Tornike Tsjakadoea Sanne Verhagen Frank de Wit | Mixed Team  | —                 | —        | —            | —        | Usbekistan       | 4:3           | Brasilien     | 4:2           | Frankreich              | 0:4                     | Deutschland      | 2:4              | 5      |

### Kanu

#### Kanuslalom
| Athleten       | Wettbewerb | Vorlauf  | Vorlauf | Halbfinale | Halbfinale | Finale   | Finale | Rang |
| Athleten       | Wettbewerb | Zeit     | Rang    | Zeit       | Rang       | Zeit     | Rang   | Rang |
| -------------- | ---------- | -------- | ------- | ---------- | ---------- | -------- | ------ | ---- |
| Frauen         |            |          |         |            |            |          |        |      |
| Martina Wegman | K-1        | 109,84 s | 12      | 108,74 s   | 8          | 111,33 s | 7      | 7    |

### Leichtathletik
Laufen und Gehen 
| Athleten                                                                                | Wettbewerb       | Runde 1      | Runde 1 | Halbfinale    | Halbfinale    | Finale        | Finale        | Rang          |
| Athleten                                                                                | Wettbewerb       | Zeit         | Rang    | Zeit          | Rang          | Zeit          | Rang          | Rang          |
| --------------------------------------------------------------------------------------- | ---------------- | ------------ | ------- | ------------- | ------------- | ------------- | ------------- | ------------- |
| Frauen                                                                                  |                  |              |         |               |               |               |               |               |
| Marije van Hunenstijn                                                                   | 100 m            | 11,27 s      | 6       | ausgeschieden | ausgeschieden | ausgeschieden | ausgeschieden | ausgeschieden |
| Jamile Samuel                                                                           | 200 m            | DNS          | DNS     | ausgeschieden | ausgeschieden | ausgeschieden | ausgeschieden | ausgeschieden |
| Dafne Schippers                                                                         | 200 m            | 23,13 s      | 3       | 23,03 s       | 6             | ausgeschieden | ausgeschieden | ausgeschieden |
| Lieke Klaver                                                                            | 400 m            | 51,37 s      | 3       | 51,37 s       | 6             | ausgeschieden | ausgeschieden | ausgeschieden |
| Lisanne de Witte                                                                        | 400 m            | 51,68 s      | 4       | 52,09 s       | 8             | ausgeschieden | ausgeschieden | ausgeschieden |
| Sifan Hassan                                                                            | 1500 m           | 4:05,17 min  | 1       | 4:00,23 min   | 1             | 3:55,86 min   | 3             | Bronze        |
| Diane van Es                                                                            | 5000 m           | 15:47,01 min | 16      | —             | —             | ausgeschieden | ausgeschieden | ausgeschieden |
| Sifan Hassan                                                                            | 5000 m           | 14:47,89 min | 1       | —             | —             | 14:36,79 min  | 1             | Gold          |
| Sifan Hassan                                                                            | 10.000 m         | —            | —       | —             | —             | 29:55,32 min  | 1             | Gold          |
| Susan Krumins                                                                           | 10.000 m         | —            | —       | —             | —             | DNF           | DNF           | DNF           |
| Zoë Sedney                                                                              | 100 m Hürden     | 13,03 s      | 7       | ausgeschieden | ausgeschieden | ausgeschieden | ausgeschieden | ausgeschieden |
| Nadine Visser                                                                           | 100 m Hürden     | 12,72 s      | 2       | 12,63 s       | 3             | 12,73 s       | 5             | 5             |
| Femke Bol                                                                               | 400 m Hürden     | 54,43 s      | 1       | 53,91 s       | 1             | 52,03 s       | 3             | Bronze        |
| Irene van der Reijken                                                                   | 3000 m Hindernis | 9:42,98 min  | 9       | ausgeschieden | ausgeschieden | ausgeschieden | ausgeschieden | ausgeschieden |
| Andrea Deelstra                                                                         | Marathon         | —            | —       | —             | —             | 2:37,05 h     | 44            | 44            |
| Jill Holterman                                                                          | Marathon         | —            | —       | —             | —             | 2:45,27 h     | 63            | 63            |
| Marije van Hunenstijn Dafne Schippers Naomi Sedney Leonie van Vliet                     | 4 × 100 m        | 42,81 s      | 5       | —             | —             | DNF           | DNF           | DNF           |
| Femke Bol Lieke Klaver Laura de Witte Lisanne de Witte                                  | 4 × 400 m        | 3:24,01 min  | 4       | —             | —             | 3:23,74 min   | 6             | 6             |
| Männer                                                                                  |                  |              |         |               |               |               |               |               |
| Taymir Burnet                                                                           | 200 m            | 20,60 s      | 3       | 20,90 s       | 8             | ausgeschieden | ausgeschieden | ausgeschieden |
| Liemarvin Bonevacia                                                                     | 400 m            | 44,95 s      | 1       | 44,62 s       | 3             | 45,07 s       | 8             | 8             |
| Jochem Dobber                                                                           | 400 m            | 45,54 s      | 3       | 45,48 s       | 6             | ausgeschieden | ausgeschieden | ausgeschieden |
| Tony van Diepen                                                                         | 800 m            | 1:46,03 min  | 6       | ausgeschieden | ausgeschieden | ausgeschieden | ausgeschieden | ausgeschieden |
| Mike Foppen                                                                             | 5000 m           | DNF          | DNF     | —             | —             | ausgeschieden | ausgeschieden | ausgeschieden |
| Nick Smidt                                                                              | 400 m Hürden     | 49,55 s      | 4       | 49,35 s       | 7             | ausgeschieden | ausgeschieden | ausgeschieden |
| Khalid Choukoud                                                                         | Marathon         | —            | —       | —             | —             | DNF           | DNF           | DNF           |
| Abdi Nageeye                                                                            | Marathon         | —            | —       | —             | —             | 2:09,58 h     | 2             | Silber        |
| Bart van Nunen                                                                          | Marathon         | —            | —       | —             | —             | DNF           | DNF           | DNF           |
| Taymir Burnet Christopher Garia Joris van Gool Churandy Martina                         | 4 × 100 m        | DNF          | DNF     | —             | —             | ausgeschieden | ausgeschieden | ausgeschieden |
| Terrence Agard Ramsey Angela Liemarvin Bonevacia Jochem Dobber Tony van Diepen          | 4 × 400 m        | 2:59,06 min  | 5       | —             | —             | 2:57,18 min   | 2             | Silber        |
| Mixed                                                                                   |                  |              |         |               |               |               |               |               |
| Ramsey Angela Femke Bol Liemarvin Bonevacia Jochem Dobber Lieke Klaver Lisanne de Witte | 4 × 400 m        | 3:10,69 min  | 2       | —             | —             | 3:10,36 min   | 4             | 4             |

 Springen und Werfen 
| Athleten            | Wettbewerb     | Qualifikation | Qualifikation | Finale        | Finale        | Rang          |
| Athleten            | Wettbewerb     | Weite/Höhe    | Rang          | Weite/Höhe    | Rang          | Rang          |
| ------------------- | -------------- | ------------- | ------------- | ------------- | ------------- | ------------- |
| Frauen              |                |               |               |               |               |               |
| Jessica Schilder    | Kugelstoßen    | 17,74 m       | 19            | ausgeschieden | ausgeschieden | ausgeschieden |
| Jorinde van Klinken | Diskuswurf     | 61,15 m       | 14            | ausgeschieden | ausgeschieden | ausgeschieden |
| Männer              |                |               |               |               |               |               |
| Menno Vloon         | Stabhochsprung | 5,75 m        | 7             | 5,55 m        | 13            | 13            |

 Mehrkampf 
| Athletinnen        | 100 m Hürden | 100 m Hürden | Hochsprung | Hochsprung | Kugelstoßen | Kugelstoßen | 200 m   | 200 m  | Weitsprung | Weitsprung | Speerwurf | Speerwurf | 800 m         | 800 m         | Punkte        | Rang          |
| Athletinnen        | Zeit         | Punkte       | Höhe       | Punkte     | Weite       | Punkte      | Zeit    | Punkte | Weite      | Punkte     | Weite     | Punkte    | Zeit          | Punkte        | Punkte        | Rang          |
| ------------------ | ------------ | ------------ | ---------- | ---------- | ----------- | ----------- | ------- | ------ | ---------- | ---------- | --------- | --------- | ------------- | ------------- | ------------- | ------------- |
| Siebenkampf Frauen |              |              |            |            |             |             |         |        |            |            |           |           |               |               |               |               |
| Anouk Vetter       | 13,09 s      | 1111         | 1,80 m     | 978        | 15,29 m     | 880         | 23,81 s | 999    | 6,47 s     | 997        | 51,20 m   | 883       | 2:18,72 min   | 841           | 6689          | Silber        |
| Nadine Broersen    | 13,74 s      | 1015         | 1,80 m     | 978        | 14,50 m     | 827         | 25,57 s | 835    | DNS        | DNS        | DNS       | DNS       | ausgeschieden | ausgeschieden | ausgeschieden | ausgeschieden |
| Emma Oosterwegel   | 13,36 s      | 1071         | 1,80 m     | 978        | 13,28 m     | 746         | 24,25 s | 957    | 6,29 s     | 940        | 54,60 m   | 949       | 2:11,09 min   | 949           | 6590          | Bronze        |

### Radsport

#### Bahn
| Athleten                                                           | Wettbewerb | Qualifikation | Qualifikation | Finals        | Finals        | Rang          |
| Athleten                                                           | Wettbewerb | Zeit/Punkte   | Rang          | Zeit/Punkte   | Rang          | Rang          |
| ------------------------------------------------------------------ | ---------- | ------------- | ------------- | ------------- | ------------- | ------------- |
| Frauen                                                             |            |               |               |               |               |               |
| Shanne Braspennincx                                                | Sprint     | 10,479 min    | 7             | 10,943 min    | 3             | 7             |
| Laurine van Riessen                                                | Sprint     | DNS           | DNS           | ausgeschieden | ausgeschieden | ausgeschieden |
| Shanne Braspennincx                                                | Keirin     | 10,999 min    | 3             | 10,622 min    | 1             | Gold          |
| Laurine van Riessen                                                | Keirin     | 10,915 min    | 1             | ausgeschieden | ausgeschieden | ausgeschieden |
| Amy Pieters Kirsten Wild                                           | Madison    | —             | —             | 21            | 4             | 4             |
| Shanne Braspennincx Laurine van Riessen                            | Teamsprint | 32,465 s      | 3             | 32,504        | 4             | 4             |
| Männer                                                             |            |               |               |               |               |               |
| Jeffrey Hoogland                                                   | Sprint     | 9,821 s       | 1             | 10.889        | 2             | Silber        |
| Harrie Lavreysen                                                   | Sprint     | 10,005 s      | 1             | 10,681 s      | 1             | Gold          |
| Matthijs Büchli                                                    | Keirin     | DNF           | DNF           | ausgeschieden | ausgeschieden | ausgeschieden |
| Harrie Lavreysen                                                   | Keirin     | 10.155        | 5             | 11.254        | 3             | Bronze        |
| Yoeri Havik Jan-Willem van Schip                                   | Madison    | —             | —             | 17            | 5             | 5             |
| Jeffrey Hoogland Harrie Lavreysen Roy van den Berg Matthijs Büchli | Teamsprint | 42,134 s      | 1             | 41,369 s      | 1             | Gold          |

Omnium
| Frauen               |        |    |   |    |   |    |     |     |   |     |        |
| Kirsten Wild         | Omnium | 32 | 5 | 38 | 2 | 20 | 110 | 180 | 3 | 108 | Bronze |
| Männer               |        |    |   |    |   |    |     |     |   |     |        |
| Jan-Willem van Schip | Omnium | 36 | 3 | 40 | 1 | 34 | 4   | 2   | 7 | 112 | 6      |

#### BMX
| Athleten       | Wettbewerb | Viertelfinale | Viertelfinale | Halbfinale | Halbfinale | Finale        | Finale        | Rang   |
| Athleten       | Wettbewerb | Punkte        | Rang          | Punkte     | Rang       | Punkte        | Rang          | Rang   |
| -------------- | ---------- | ------------- | ------------- | ---------- | ---------- | ------------- | ------------- | ------ |
| Frauen         |            |               |               |            |            |               |               |        |
| Judy Baauw     | BMX-Rennen | 7             | 2             | 17         | 7          | ausgeschieden | ausgeschieden | 13     |
| Laura Smulders | BMX-Rennen | 4             | 1             | 24         | 8          | ausgeschieden | ausgeschieden | 16     |
| Merel Smulders | BMX-Rennen | 10            | 3             | 14         | 3          | 44,721 s      | 3             | Bronze |
| Männer         |            |               |               |            |            |               |               |        |
| Twan van Gendt | BMX-Rennen | 5             | 2             | 23         | 8          | ausgeschieden | ausgeschieden | 16     |
| Joris Harmsen  | BMX-Rennen | 6             | 2             | 18         | 7          | ausgeschieden | ausgeschieden | 13     |
| Niek Kimmann   | BMX-Rennen | 4             | 1             | 6          | 1          | 39,053 s      | 1             | Gold   |

#### Mountainbike
| Athleten             | Wettbewerb    | Zeit      | Rang |
| -------------------- | ------------- | --------- | ---- |
| Frauen               |               |           |      |
| Anne Tauber          | Cross-Country | 1:20,18 h | 11   |
| Anne Terpstra        | Cross-Country | 1:18,21 h | 05   |
| Männer               |               |           |      |
| Mathieu van der Poel | Cross-Country | DNF       | DNF  |
| Milan Vader          | Cross-Country | 1:27:21 h | 10   |

#### Straße
| Athleten             | Wettbewerb       | Zeit         | Rang   |
| -------------------- | ---------------- | ------------ | ------ |
| Frauen               |                  |              |        |
| Anna van der Breggen | Straßenrennen    | 3:54:31 h    | 15     |
| Annemiek van Vleuten | Straßenrennen    | 3:54:00 h    | Silber |
| Demi Vollering       | Straßenrennen    | 3:55:41 h    | 25     |
| Marianne Vos         | Straßenrennen    | 3:54:31 h    | 05     |
| Anna van der Breggen | Einzelzeitfahren | 31:18,12 min | Bronze |
| Annemiek van Vleuten | Einzelzeitfahren | 30:13,49 min | Gold   |
| Männer               |                  |              |        |
| Tom Dumoulin         | Straßenrennen    | 6:15:38 h    | 44     |
| Dylan van Baarle     | Straßenrennen    | 6:09:04 h    | 15     |
| Yoeri Havik          | Straßenrennen    | DNF          | DNF    |
| Wilco Kelderman      | Straßenrennen    | 6:15:38 h    | 51     |
| Bauke Mollema        | Straßenrennen    | 6:06:33 h    | 04     |
| Tom Dumoulin         | Einzelzeitfahren | 56:05,58 min | Silber |

### Reiten

#### Dressurreiten
| Athleten                                                                                    | Wettbewerb | Wert           | Wert           | Wert          | Rang          |
| Athleten                                                                                    | Wettbewerb | Grand Prix     | GP Spécial     | GP Kür        | Rang          |
| ------------------------------------------------------------------------------------------- | ---------- | -------------- | -------------- | ------------- | ------------- |
| Marlies van Balen mit Go Legend                                                             | Einzel     | 71,615 %       | ausgeschieden  | ausgeschieden | ausgeschieden |
| Edward Gal mit Total US                                                                     | Einzel     | 78,649 %       | –              | 84,157 %      | 6             |
| Hans Peter Minderhoud mit Dream Boy                                                         | Einzel     | 76,817 %       | –              | 80,682 %      | 12            |
| Marlies van Balen mit Go Legend Edward Gal mit Total US Hans Peter Minderhoud mit Dream Boy | Mannschaft | 7312,00 Punkte | 7479,50 Punkte | –             | 5             |

#### Springreiten
| Athleten | Wettbewerb | Strafpunkte      | Strafpunkte   | Strafpunkte   | Strafpunkte   | Strafpunkte  | Strafpunkte  | Rang   |
| Athleten | Wettbewerb | 1. Qualifikation | Nationenpreis | Nationenpreis | Nationenpreis | Einzelfinale | Einzelfinale | Rang   |
| Athleten | Wettbewerb | 1. Qualifikation | 1. Umlauf     | 2. Umlauf     | Stechen       | 1. Umlauf    | 2. Umlauf    | Rang   |
| --- | ---------- | ---------------- | ------------- | ------------- | ------------- | ------------ | ------------ | ------ |
| Willem Greve mit Zypria S.                                                                                                 | Einzel     | (4)              | ausgeschieden | ausgeschieden | ausgeschieden | —            | —            | —      |
| Marc Houtzager mit Dante                                                                                                   | Einzel     | (0)              | (12)          | (1)           | ausgeschieden | —            | —            | —      |
| Maikel van der Vleuten mit Beauville                                                                                       | Einzel     | (0)              | (0)           | (0)           | (0)           | —            | —            | Bronze |
| Willem Greve mit Zypria S. Marc Houtzager mit Dante Maikel van der Vleuten mit Beauville Harrie Smolders mit Bingo du Parc | Mannschaft | (26)             | (17)          | (17)          | —             | —            | —            | 4      |

#### Vielseitigkeitsreiten
| Athleten                                  | Wettbewerb | Minuspunkte Dressur | Minuspunkte Gelände | Minuspunkte Springen | Minuspunkte Springen | Minuspunkte Gesamt | Rang          |
| ----------------------------------------- | ---------- | ------------------- | ------------------- | -------------------- | -------------------- | ------------------ | ------------- |
| Merel Blom mit The Quizmaster             | Einzel     | 31,50               | ausgeschieden       | ausgeschieden        | ausgeschieden        | ausgeschieden      | ausgeschieden |
| Janneke Boonzaaijer mit Champ de Tailleur | Einzel     | 33,00               | 42,60               | ausgeschieden        | ausgeschieden        | ausgeschieden      | ausgeschieden |

### Rudern
Bei den Weltmeisterschaften 2019 qualifizierte sich das niederländische Team in 10 der 14 Bootskategorien für die Olympischen Spiele.
Finn Florijn musste aufgrund einer COVID-19-Infektion von der Teilnahme am Hoffnungslauf zurückziehen.
| Athleten | Wettbewerb                  | Vorlauf     | Vorlauf | Vorlauf       | Hoffnungslauf/Viertelfinale | Hoffnungslauf/Viertelfinale | Hoffnungslauf/Viertelfinale | Halbfinale    | Halbfinale    | Halbfinale    | Finale        | Finale        | Rang          |
| Athleten | Wettbewerb                  | Zeit        | Platz   | Qualifikation | Zeit                        | Platz                       | Qualifikation               | Zeit          | Platz         | Qualifikation | Zeit          | Platz         | Rang          |
| --- | --------------------------- | ----------- | ------- | ------------- | --------------------------- | --------------------------- | --------------------------- | ------------- | ------------- | ------------- | ------------- | ------------- | ------------- |
| Frauen |                             |             |         |               |                             |                             |                             |               |               |               |               |               |               |
| Sophie Souwer | Einer                       | 7:39,96 min | 2       | Viertelfinale | 7:59,92 min                 | 2                           | Halbfinale A/B              | 7:29,66 min   | 4             | Finale B      | 7:25,96 min   | 1             | 7             |
| Roos de Jong Lisa Scheenaard | Doppelzweier                | 6:49,90 min | 1       | Halbfinale    | –                           | –                           | –                           | 7:08,09 min   | 1             | Finale A      | 6:45,73 min   | 3             | Bronze        |
| Marieke Keijser Ilse Paulis | Leichtgewichts-Doppelzweier | 7:07,73 min | 1       | Halbfinale    | –                           | –                           | –                           | 6:43,85 min   | 3             | Finale A      | 6:48,03 min   | 3             | Bronze        |
| Laila Youssifou Inge Janssen Olivia van Rooijen Nicole Beukers                                                                              | Doppelvierer                | 6:19,36 min | 2       | Finale A      | –                           | –                           | –                           | —             | —             | —             | 6:15,75 min   | 5             | 5             |
| Ellen Hogerwerf Karolien Florijn Ymkje Clevering Veronique Meester                                                                          | Vierer ohne Steuerfrau      | 6:33,47 min | 1       | Finale A      | –                           | –                           | –                           | —             | —             | —             | 6:15,71 min   | 2             | Silber        |
| Männer |                             |             |         |               |                             |                             |                             |               |               |               |               |               |               |
| Finn Florijn | Einer                       | 7:04,56 min | 4       | Hoffnungslauf | DNS                         | DNS                         | DNS                         | ausgeschieden | ausgeschieden | ausgeschieden | ausgeschieden | ausgeschieden | ausgeschieden |
| Melvin Twellaar Stef Broenink | Doppelzweier                | 6:08,38 min | 1       | Halbfinale    | –                           | –                           | –                           | 6:20,17 min   | 1             | Finale A      | 6:00,53 min   | 2             | Silber        |
| Niki van Sprang Guillaume Krommenhoek | Zweier ohne Steuermann      | 6:36,42 min | 2       | Halbfinale    | –                           | –                           | –                           | 6:19,57 min   | 4             | Finale B      | 6:22,75 min   | 1             | 7             |
| Dirk Uittenbogaard Abe Wiersma Tone Wieten Koen Metsemakers                                                                                 | Doppelvierer                | 5:39,80 min | 1       | Finale A      | –                           | –                           | –                           | —             | —             | —             | 5:32,03 min   | 1             | Gold          |
| Jan van der Bij Boudewijn Röell Sander de Graaf Nelson Ritsema                                                                              | Vierer ohne Steuermann      | 6:00,27 min | 3       | Hoffnungslauf | 6:11,22 min                 | 2                           | Finale A                    | —             | —             | —             | 5:50,81 min   | 6             | 6             |
| Bjorn van den Ende Ruben Knab Jasper Tissen Simon van Dorp Maarten Hurkmans Bram Schwarz Mechiel Versluis Robert Lücken Eline Berger (Stf.) | Achter                      | 5:30,66 min | 1       | Finale        | –                           | –                           | –                           | —             | —             | —             | 5:27,96 min   | 5             | 5             |

### Schwimmen
| Athleten                                                                        | Wettbewerb          | Vorlauf     | Vorlauf | Halbfinale    | Halbfinale    | Finale        | Finale        | Rang          |               |
| Athleten                                                                        | Wettbewerb          | Zeit        | Rang    | Zeit          | Rang          | Zeit          | Rang          | Rang          |               |
| ------------------------------------------------------------------------------- | ------------------- | ----------- | ------- | ------------- | ------------- | ------------- | ------------- | ------------- | ------------- |
| Frauen                                                                          |                     |             |         |               |               |               |               |               |               |
| Femke Heemskerk                                                                 | 50 m Freistil       | 24,77 s     | 16      | DNS           | DNS           | DNS           | DNS           | DNS           |               |
| Ranomi Kromowidjojo                                                             | 50 m Freistil       | 24,41 s     | 8       | 24,29 s       | 7             | 24,30 s       | 4             | 4             |               |
| Femke Heemskerk                                                                 | 100 m Freistil      | 53,10 s     | 9       | 52,93 s       | 6             | 52,79 s       | 6             | 6             |               |
| Ranomi Kromowidjojo                                                             | 100 m Freistil      | 53,71 s     | 16      | DNS           | DNS           | DNS           | DNS           | DNS           |               |
| Tes Schouten                                                                    | 100 m Brust         | 1:07,89 min | 25      | ausgeschieden | ausgeschieden | ausgeschieden | ausgeschieden | 25            |               |
| Kira Toussaint                                                                  | 100 m Rücken        | 59,21 s     | 7       | 59,09 s       | 7             | 59,11 s       | 7             | 7             |               |
| Maaike de Waard                                                                 | 100 m Rücken        | 1:00,03 min | 15      | 1:00,49 min   | 16            | ausgeschieden | ausgeschieden | 16            |               |
| Sharon van Rouwendaal                                                           | 200 m Rücken        | 2:11,24 min | 16      | 2:12,98 min   | 16            | ausgeschieden | ausgeschieden | ausgeschieden |               |
| Sharon van Rouwendaal                                                           | 10 km Freiwasser    | —           | —       | —             | —             | 1:59:31,7 h   | 2             | Silber        |               |
| Kim Busch Femke Heemskerk Ranomi Kromowidjojo Marrit Steenbergen Kira Toussaint | 4 × 100 m Freistil  | 3:33,51 min | 2       | —             | —             | 3:33,70 min   | 4             | 4             |               |
| Maaike de Waard Femke Heemskerk Tes Schouten Kira Toussaint                     | 4 × 100 m Lagen     | 3:59,89 min | 10      | —             | —             | ausgeschieden | ausgeschieden | ausgeschieden |               |
| Männer                                                                          |                     |             |         |               |               |               |               |               |               |
| Thom de Boer                                                                    | 50 m Freistil       | 21,75 s     | 6       | 21,78 s       | 8             | 21,79 s       | 08            | 08            |               |
| Jesse Puts                                                                      | 50 m Freistil       | 21,84 s     | 7       | 21,87 s       | 12            | ausgeschieden | ausgeschieden | ausgeschieden |               |
| Stan Pijnenburg                                                                 | 100 m Freistil      | 48,53 s     | 21      | ausgeschieden | ausgeschieden | ausgeschieden | ausgeschieden | ausgeschieden |               |
| Caspar Corbeau                                                                  | 100 m Brust         | 1:00,13 min | 25      | ausgeschieden | ausgeschieden | ausgeschieden | ausgeschieden | ausgeschieden |               |
| Arno Kamminga                                                                   | 100 m Brust         | 57,80 s     | 72      | 58,19 s       | 2             | 58,00 s       | 2             | Silber        |               |
| Caspar Corbeau                                                                  | 200 m Brust         | 2:10,21 min | 21      | ausgeschieden | ausgeschieden | ausgeschieden | ausgeschieden | ausgeschieden |               |
| Arno Kamminga                                                                   | 200 m Brust         | 2:07,37 min | 2       | 2:07,99 min   | 3             | 2:07,01 min   | 2             | Silber        |               |
| Arjan Knipping                                                                  | 200 m Lagen         | 1:59,44 min | 30      | ausgeschieden | ausgeschieden | ausgeschieden | ausgeschieden | ausgeschieden |               |
| Arjan Knipping                                                                  | 400 m Lagen         | 4:15,83 min | 17      | ausgeschieden | ausgeschieden | ausgeschieden | ausgeschieden | ausgeschieden | ausgeschieden |
| Nyls Korstanje                                                                  | 100 m Schmetterling | 51,54 s     | 11      | 51,80 s       | 12            | ausgeschieden | ausgeschieden | ausgeschieden |               |
| Ferry Weertman                                                                  | 10 km Freiwasser    | —           | —       | —             | —             | 1:51:30,8 h   | 7             | 7             |               |
| Thom de Boer Nyls Korstanje Stan Pijnenburg Jesse Puts                          | 4 × 100 m Freistil  | 3:14,07 min | 12      | ausgeschieden | ausgeschieden | ausgeschieden | ausgeschieden | ausgeschieden |               |
| Mixed                                                                           |                     |             |         |               |               |               |               |               |               |
| Arno Kamminga Nyls Korstanje Ranomi Kromowidjojo Kira Toussaint                 | 4 × 100 m Lagen     | 3:43,25 min | 6       | —             | —             | 3:41,25 min   | 6             | 6             |               |

### Segeln
| Athleten                         | Wettbewerb      | Qualifikation | Qualifikation | Medal Race | Medal Race | Punkte | Rang   |
| Athleten                         | Wettbewerb      | Punkte        | Rang          | Punkte     | Rang       | Punkte | Rang   |
| -------------------------------- | --------------- | ------------- | ------------- | ---------- | ---------- | ------ | ------ |
| Frauen                           |                 |               |               |            |            |        |        |
| Lilian de Geus                   | Windsurfen RS:X | 60            | 5             | 12         | 6          | 72     | 5      |
| Marit Bouwmeester                | Laser Radial    | 71            | 2             | 12         | 6          | 83     | Bronze |
| Afrodite Zegers Lobke Berkhout   | 470er           | 73            | 9             | 18         | 9          | 91     | 10     |
| Annemiek Bekkering Annette Duetz | 49erFX          | 70            | 2             | 18         | 9          | 88     | Bronze |
| Männer                           |                 |               |               |            |            |        |        |
| Kiran Badloe                     | Windsurfen RS:X | 33            | 1             | 4          | 2          | 37     | Gold   |
| Nicholas Heiner                  | Finn Dinghy     | 52            | 5             | 4          | 2          | 56     | 4      |
| Bart Lambriex Pim van Vugt       | 49er            | 75            | 7             | 12         | 6          | 87     | 6      |

### Skateboard
Aufgrund einer COVID-19-Infektion musste Candy Jacobs vor Wettbewerbsbeginn von der Teilnahme zurückziehen.
| Frauen            |        |       |     |               |               |
| Candy Jacobs      | Street | DNS   | DNS | DNS           | DNS           |
| Keet Oldenbeuving | Street | 8,70  | 12  | ausgeschieden | ausgeschieden |
| Roos Zwetsloot    | Street | 13,48 | 4   | 11,26         | 5             |

### Synchronschwimmen
| Athletinnen                          | Wettbewerb | Qualifikation     | Qualifikation     | Qualifikation  | Qualifikation  | Qualifikation | Qualifikation | Finale         | Finale         | Finale           | Finale           |
| Athletinnen                          | Wettbewerb | Technische Kür TK | Technische Kür TK | Freie Kür FK-Q | Freie Kür FK-Q | Gesamt        | Gesamt        | Freie Kür FK-F | Freie Kür FK-F | Gesamt TK + FK-F | Gesamt TK + FK-F |
| Athletinnen                          | Wettbewerb | Punkte            | Rang              | Punkte         | Rang           | Punkte        | Rang          | Punkte         | Rang           | Punkte           | Rang             |
| ------------------------------------ | ---------- | ----------------- | ----------------- | -------------- | -------------- | ------------- | ------------- | -------------- | -------------- | ---------------- | ---------------- |
| Frauen                               |            |                   |                   |                |                |               |               |                |                |                  |                  |
| Noortje de Brouwer Bregje de Brouwer | Duett      | 87,2612           | 9                 | 88,1667        | 11             | 175,4279      | 9             | 88,9000        | 9              | 176,1612         | 9                |

### Taekwondo
Aufgrund einer COVID-19-Infektion musste sich Reshmie Oogink vor Absolvierung des Achtelfinales vom Wettbewerb zurückziehen.
| Athleten       | Wettbewerb                 | Achtelfinale | Achtelfinale | Viertelfinale | Viertelfinale | Halbfinale | Halbfinale | Finale | Finale   | Rang |
| Athleten       | Wettbewerb                 | Gegner       | Ergebnis     | Gegner        | Ergebnis      | Gegner     | Ergebnis   | Gegner | Ergebnis | Rang |
| -------------- | -------------------------- | ------------ | ------------ | ------------- | ------------- | ---------- | ---------- | ------ | -------- | ---- |
| Frauen         |                            |              |              |               |               |            |            |        |          |      |
| Reshmie Oogink | Schwergewicht (über 67 kg) | DNS          | DNS          | DNS           | DNS           | DNS        | DNS        | DNS    | DNS      | DNS  |

### Tennis
Aufgrund einer COVID-19-Infektion musste sich Jean-Julien Rojer gemeinsam mit seinem Spielpartner Wesley Koolhof vor Absolvierung der Achtelfinalpartie vom Wettbewerb zurückziehen.
| Frauen                           |        |                           |                   |               |               |                             |                  |               |               |               |               |               |               |               |               |
| Kiki Bertens                     | Einzel | M. Vondroušová            | 4:6, 6:3, 4:6     | ausgeschieden | ausgeschieden | ausgeschieden               | ausgeschieden    | ausgeschieden | ausgeschieden | ausgeschieden | ausgeschieden | ausgeschieden | ausgeschieden |               |               |
| Kiki Bertens Demi Schuurs        | Doppel | C. Garcia / K. Mladenovic | 7:64, 5:7, [11:9] | —             | —             | W. Kudermetowa / J. Wesnina | 2:6, 6:3, [7:10] | ausgeschieden | ausgeschieden | ausgeschieden | ausgeschieden | ausgeschieden | ausgeschieden | ausgeschieden | ausgeschieden |
| Männer                           |        |                           |                   |               |               |                             |                  |               |               |               |               |               |               |               |               |
| Wesley Koolhof Jean-Julien Rojer | Doppel | S. Gillé / J. Vliegen     | 6:3, 7:65         | —             | —             | M. Daniell / M. Venus       | kampflos         | ausgeschieden | ausgeschieden | ausgeschieden | ausgeschieden | ausgeschieden | ausgeschieden | ausgeschieden | ausgeschieden |

### Tischtennis
| Athleten      | Wettbewerb | 1. Runde | 1. Runde | 2. Runde | 2. Runde | 3. Runde   | 3. Runde | Achtelfinale | Achtelfinale | Viertelfinale | Viertelfinale | Halbfinale    | Halbfinale    | Finale/Platz 3 | Finale/Platz 3 | Rang |
| Athleten      | Wettbewerb | Gegner   | Erg.     | Gegner   | Erg.     | Gegner     | Erg.     | Gegner       | Erg.         | Gegner        | Erg.          | Gegner        | Erg.          | Gegner         | Erg.           | Rang |
| ------------- | ---------- | -------- | -------- | -------- | -------- | ---------- | -------- | ------------ | ------------ | ------------- | ------------- | ------------- | ------------- | -------------- | -------------- | ---- |
| Frauen        |            |          |          |          |          |            |          |              |              |               |               |               |               |                |                |      |
| Britt Eerland | Einzel     | Freilos  | Freilos  | Freilos  | Freilos  | D. Meshref | 4:3      | Doo H. K.    | 1:4          | ausgeschieden | ausgeschieden | ausgeschieden | ausgeschieden | ausgeschieden  | ausgeschieden  | 9    |

### Triathlon
| Athleten                                                     | Wettbewerb | Zeit      | Rang |
| ------------------------------------------------------------ | ---------- | --------- | ---- |
| Frauen                                                       |            |           |      |
| Maya Kingma                                                  | Einzel     | 1:59:16 h | 11   |
| Rachel Klamer                                                | Einzel     | 1:57:48 h | 4    |
| Mixed                                                        |            |           |      |
| Jorik Van Egdom Maya Kingma Rachel Klamer Marco van der Stel | Staffel    | 1:24:34 h | 4    |

### Turnen

#### Gerätturnen
| Athleten                                                   | Wettbewerb           | Qualifikation | Qualifikation | Finale        | Finale        | Rang          |
| Athleten                                                   | Wettbewerb           | Punkte        | Rang          | Punkte        | Rang          | Rang          |
| ---------------------------------------------------------- | -------------------- | ------------- | ------------- | ------------- | ------------- | ------------- |
| Frauen                                                     |                      |               |               |               |               |               |
| Vera van Pol                                               | Boden                | 12,900        | 33            | ausgeschieden | ausgeschieden | 33            |
| Eythora Thorsdottir                                        | Boden                | 13,133        | 27            | ausgeschieden | ausgeschieden | 27            |
| Lieke Wevers                                               | Boden                | 12,866        | 35            | ausgeschieden | ausgeschieden | 35            |
| Vera van Pol                                               | Schwebebalken        | 11,600        | 75            | ausgeschieden | ausgeschieden | 75            |
| Eythora Thorsdottir                                        | Schwebebalken        | 12,333        | 57            | ausgeschieden | ausgeschieden | 57            |
| Lieke Wevers                                               | Schwebebalken        | 13,366        | 23            | ausgeschieden | ausgeschieden | 23            |
| Sanne Wevers                                               | Schwebebalken        | 13,866        | 14            | ausgeschieden | ausgeschieden | 14            |
| Vera van Pol                                               | Sprung               | 14,100        | –             | ausgeschieden | ausgeschieden | ausgeschieden |
| Eythora Thorsdottir                                        | Sprung               | 14,433        | –             | ausgeschieden | ausgeschieden | ausgeschieden |
| Lieke Wevers                                               | Sprung               | 13,600        | –             | ausgeschieden | ausgeschieden | ausgeschieden |
| Sanne Wevers                                               | Sprung               | DNS           | DNS           | ausgeschieden | ausgeschieden | ausgeschieden |
| Vera van Pol                                               | Stufenbarren         | 13,133        | 41            | ausgeschieden | ausgeschieden | 41            |
| Eythora Thorsdottir                                        | Stufenbarren         | 13,000        | 47            | ausgeschieden | ausgeschieden | 47            |
| Lieke Wevers                                               | Stufenbarren         | 13,533        | 34            | ausgeschieden | ausgeschieden | 34            |
| Sanne Wevers                                               | Stufenbarren         | 11,733        | 69            | ausgeschieden | ausgeschieden | 69            |
| Vera van Pol                                               | Mehrkampf Einzel     | 51,733        | 47            | ausgeschieden | ausgeschieden | 47            |
| Eythora Thorsdottir                                        | Mehrkampf Einzel     | 52,899        | 36            | ausgeschieden | ausgeschieden | 36            |
| Lieke Wevers                                               | Mehrkampf Einzel     | 53,365        | 32            | 51,098        | 24            | 24            |
| Vera van Pol Eythora Thorsdottir Lieke Wevers Sanne Wevers | Mehrkampf Mannschaft | 160,263       | ausgeschieden | ausgeschieden | ausgeschieden | ausgeschieden |
| Männer                                                     |                      |               |               |               |               |               |
| Bart Deurloo                                               | Reck                 | 14,400        | 08            | 12,266        | 07            | 07            |
| Epke Zonderland                                            | Reck                 | 13,833        | 23            | ausgeschieden | ausgeschieden | ausgeschieden |

### Wasserball
| Wettbewerb                   | Frauen (Spiele/Tore) |
| ---------------------------- | --- |
| Athleten                     | Dagmar Genee (6/4) Kitty Lynn Joustra (7/7) Maartje Keuning (7/13) Joanne Koenders (3/0) Ilse Koolhaas (7/6) Simone van de Kraats (7/28) Maud Megens (7/17) Vivian Sevenich (7/7) Brigitte Sleeking (6/4) Sabrina van der Sloot (7/12) Nomi Stomphorst (7/5) Debby Willemsz (6/0) Iris Wolves (7/3) |
| Trainer                      | Arno Havenga |
| Gruppenphase                 | Australien (12:15) Spanien (14:13) Südafrika (33:1) Kanada (16:12) |
| Viertelfinale                | Ungarn (11:14) |
| Halbfinale Platzierungsrunde | China (13:6) |
| Spiel um Platz 5             | Australien (7:14) |
| Platzierung                  | 6 |

### Wasserspringen
| Athleten         | Wettbewerb        | Vorkampf | Vorkampf | Halbfinale | Halbfinale | Finale | Finale | Rang |
| Athleten         | Wettbewerb        | Punkte   | Rang     | Punkte     | Rang       | Punkte | Rang   | Rang |
| ---------------- | ----------------- | -------- | -------- | ---------- | ---------- | ------ | ------ | ---- |
| Frauen           |                   |          |          |            |            |        |        |      |
| Inge Jansen      | Kunstspringen 3 m | 278,75   | 16       | 301,90     | 09         | 311,05 | 5      | 5    |
| Celine van Duijn | Turmspringen 10 m | 306,80   | 11       | 306,45     | 10         | 287,70 | 10     | 10   |